# Försäkrings AB Nornan

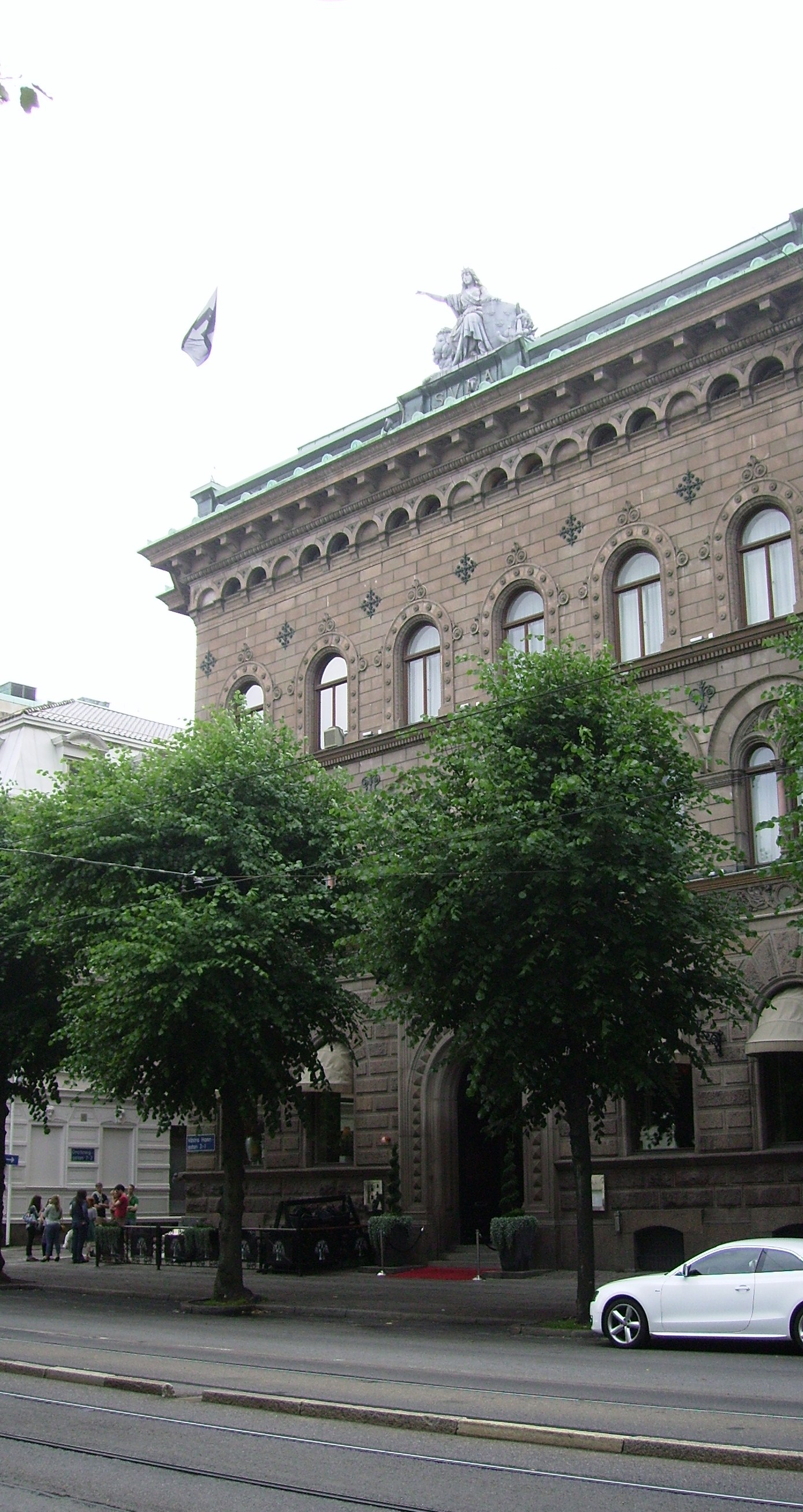
Svea-Nornans huvudkontor på Västra Hamngatan 3

Försäkringsaktiebolaget Nornan grundades 1918 i Göteborg. Vid årsskiftet 1950/1951 bytte bolaget namn till Försäkringsbolaget Svea-Nornan.

## Historik
I egenskap av livförsäkringsbolag var Brand- & Lifförsäkringsbolaget Svea förhindrat att engagera sig i andra branscher. Försäkringsaktiebolaget Nornan bildades då som dotterbolag till Svea med Arvid Hellberg som VD. Nornan återfanns i branscher som ansvarighets-, automobil-, garanti-, glas-, inbrotts-, kredit-, maskin-, motorcykel-, olyckfalls-, resgods-, sjuk-, stormskade-, trafik-, vattenledningsskade- och värdepostförsäkring. Nornan blev ett av Sveriges ledande bolag inom dessa branscher.
År 1942 övertog Hellberg ledningen av Svea. Vid årsskiftet 1950/1951 uppgick Nornan i Svea varigenom Försäkringsbolaget Svea-Nornan bildades. Hellberg blev chef för Svea-Nornan samt Försäkringsaktiebolaget Liv-Svea som bildades ungefär samtidigt. År 1952 förvärvade Svea-Nornan aktiemajoritet i holdingbolaget Argo, och därigenom knöts Försäkringsaktiebolaget Ocean, Sjöförsäkringsbolaget Gauthiod, Sveriges Allmänna Sjöförsäkrings AB, Försäkringsbolaget Sjöassurans Kompaniet, Försäkringsbolaget Amphion och Återförsäkringsbolaget Union till den s.k. Sveagruppen, vari även Liv-Svea ingick. 
År 1953 efterträdde Pehr Gyllenhammar Sr. Hellberg som VD.

## Styrelseordförande
- 1918-42: Bertil Wijk
- 1943- : Malte Jacobsson

## Verkställande direktörer
- 1918-53 : Arvid Hellberg
- 1953- : Pehr Gyllenhammar Sr.